# Бронепоезд «Генерал Анненков»
Бронепоезд (бепо) «Генерал Анненков» — один из известных бронепоездов железнодорожных войск Русской императорской армии Первой мировой войны.

## История
Начавшаяся в августе 1914 года Первая мировая война — импульс для изготовления русских бронепоездов. Всего было сделано 15 бронепоездов — 10 для Европейских фронтов, 4 для Кавказского фронта и 1 для войск в Финляндии для охраны побережья.
В 1914—1917 годах бронепоезда входили в железнодорожные войска и, как правило, подчинялись командирам железнодорожных батальонов. Их снабжало Управление военных сообщений (УВОСО) Ставки и начальники военных сообщений фронтов. В боевом отношении бронепоезда придавали пехотным дивизиям, действовавшим в полосе железных дорог.
Так как на вооружении железнодорожных войск не было пушек и пулеметов, то на большинство бронепоездов ставили трофейные австро-венгерские орудия и пулеметы, или русские, переданные из артиллерии и пехоты. Также на бронепоезда из артиллерийских частей назначали офицеров, унтер-офицеров и рядовых артиллеристов.
В апреле 1915 года в железнодорожных мастерских города Станислав 8-м железнодорожным батальоном начато строительство бронепоезда. Проект разработал офицер 8-го батальона штабс-капитан Пилсудский. Для бронирования использовали две австро-венгерских платформы и австро-венгерский паровоз, позже замененный стандартным для железнодорожных войск паровозом Ов № 3979.
Из-за отступления русских войск в 1915-м году мастерские 8-го батальона переводили во Львов, потом в Тарнополь и Проскуров. В июле 1915 года строительство бронепоезда продолжено в Киевских главных мастерских Юго-Западных железных дорог — там уже делали 4 бронепоезда типа «Хунхуз».

## Строительство

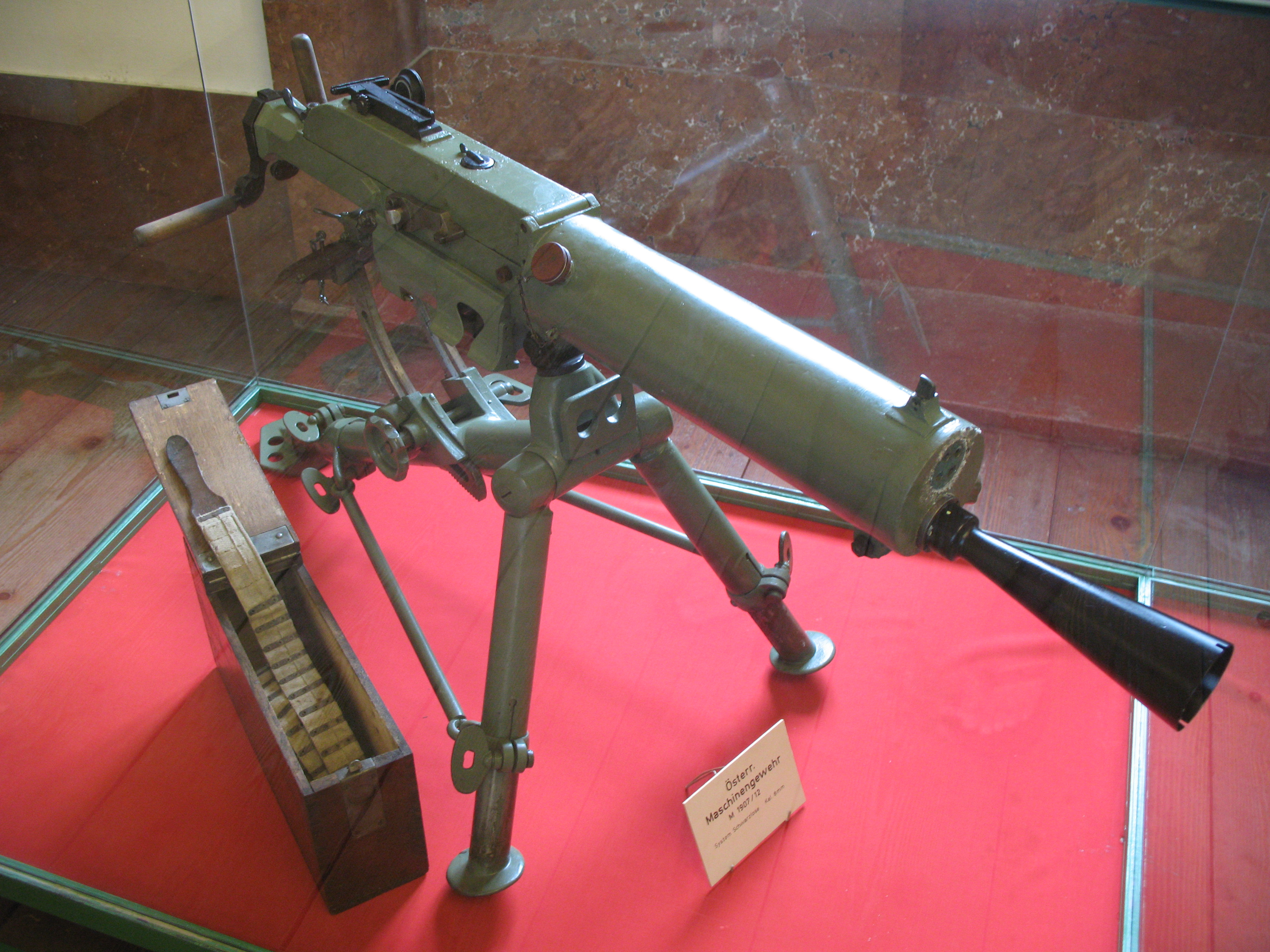
Австро-венгерский пулемёт Шварцлозе

Строительство бронепоезда, названного «Генерал Анненков», закончили 4 октября 1915 года. Командование отметило заслуги в постройке штабс-капитана Пилсудского, вскоре назначенного командиром бронепоезда.
Как и бронепоезда типа «хунхуз», «Генерал Анненков» состоял из бронепаровоза и двух броневагонов (бронеплощадок). Паровоз защищен 20-мм стальными листами, борта вагонов — 20, 18, 16 и 10 мм листами с обшивкой из 25 мм слоя пробки и 20 мм — войлока. Броневагоны из орудийного и пулеметного отсеков.

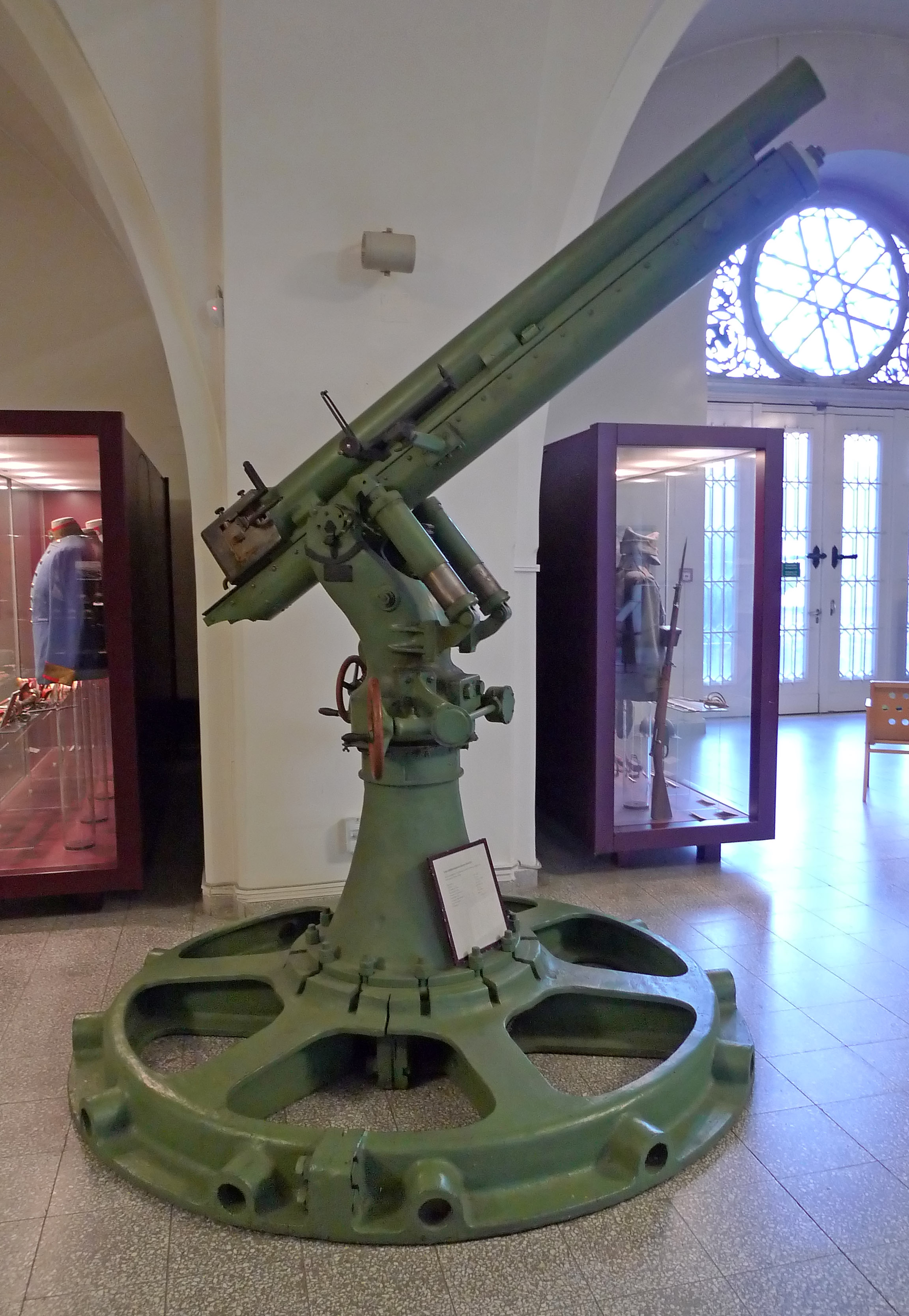
8-см австро-венгерская пушка на зенитном станке. На «Анненкове» такая на похожем станке

В орудийном отсеке башня с 8-см трофейной австро-венгерской пушкой (76,5-мм) и два пулемёта Шварцлозе — пушка на поворотном круге, вращавшимся через зубчатую передачу одним человеком. Угол поворота пушки 270 градусов, боекомплект — 180 снарядов в башне и в пулеметном отделении под полом.
В пулеметном отделении 6 пулемётов Шварцлозе (по 3 на борт), телефонная, звонковая и рупорная сигнализации для связи с командиром бронепоезда. Все пулеметы с централизованной системой охлаждения из отдельного бачка. В крыше люк для выхода (по складной лестнице) и отверстие для перископа. Для высадки были два люка в полу для аварийного выхода и сдвижная дверь в корме вагона.
Паровоз бронирован так, что между броней и котлом проходы — можно перейти в бронеплощадки и из бронеплощадок к командиру бронепоезда. В задней части тендера командирская башенка со смотровыми щелями. В рубке устройства для связи. Экипаж (команда) бронепоезда «Генерал Анненков» — 53 человека (в том числе 3 офицера (командир бронепоезда и командиры бронеплощадок) и 50 нижних чинов).
По конструкции «Генерал Анненков» наиболее совершенный из русских бепо Первой мировой войны. По башням он имел превосходство перед бронепоездами типа «хунхуз», имевшими казематные установки.

## Служба

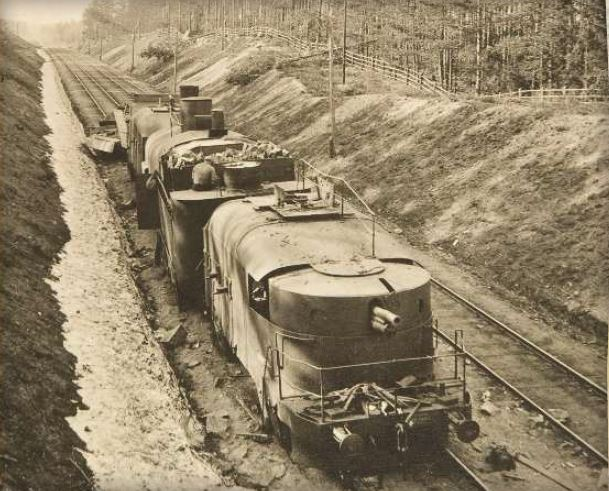
Бронепоезд РККА «Имени Фёдора Раскольникова» (бывший «Генерал Анненков») сошел с пути у станции Säiniö (сейчас — Верхне-Черкасово) у Выборга. 24 апреля 1918 года

10 октября 1915 года бепо осмотрен генерал-адъютантом Ивановым, командующим Юго-Западным фронтом, который «нашел поезд солидно сделанным, … поздравил и поблагодарил» и командира бронепоезда и экипаж, наградив команду деньгами. После этого бронепоезд направили на станцию Сарны на боевой участок.
Но в первый бой «Генерал Анненков», из-за наступившей позиционной войны, вступил только летом 1916 года.
19 июля 1916 года командир бронепоезда получил приказ начальника (командира) 19-й пехотной дивизии поддержать наступление 75-го Севастопольского пехотного полка. Разведав и расширив нужные участки железнодорожной колеи, утром 25 июля 1916 года «Генерал Анненков» открыл огонь по австро-венгерским позициям из пушек, а после того, как австро-венгры стал покидать окопы, и из пулеметов. Несмотря на артиллерийский обстрел австро-венгров, бронепоезд вел бой 40 минут, израсходовав 283 снаряда и 15 000 патронов. С его помощью 75-й Севастопольский пехотный полк прорвал австро-венгерские позиции и продвинулась вперед.
Затем «Генерал Анненков» участвовал ещё в нескольких боях, в августе 1917 года включен в броневой ударный железнодорожный отряд капитана Кондырина. Кроме бронепоезда, в отряде мотоброневагон «Заамурец», бронедрезина и два бронеавтомобиля. По словам Кондырина (который с лета 1915 года командовал и бронепоездом 9-го железнодорожного батальона), такой отряд — бронированный кулак и мог оказать поддержку пехоте в прорыве позиций противника у железной дороги. Но развал армии не позволил проверить это на деле. Кондырин — энтузиаст бронепоездов, в 1919 году генерал-майором командовал броневой железнодорожной бригадой Донской армии, имевшей 14 бепо.
16 октября 1917 года бронепоезд «Генерал Анненков» под командованием уже подполковника Кондырина отправлен на Северный фронт. В районе станции Бологое его захватили моряки отряда Ф. Раскольникова, которые направлялись на помощь московскому пролетариату.

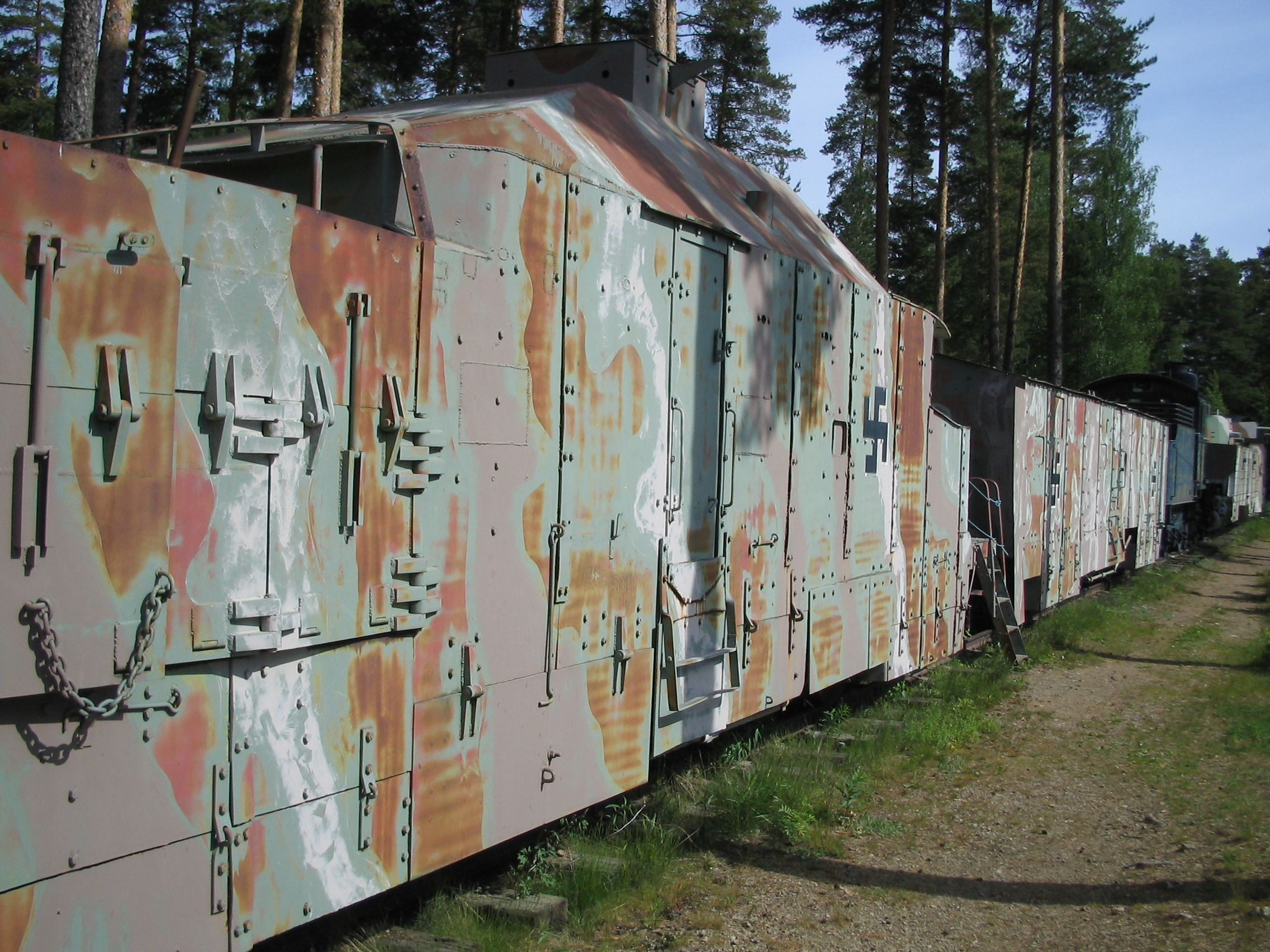
Бронепоезд (передний броневагон бывшего «Генерала Анненкова») в танковом музее Парола. 2008 год

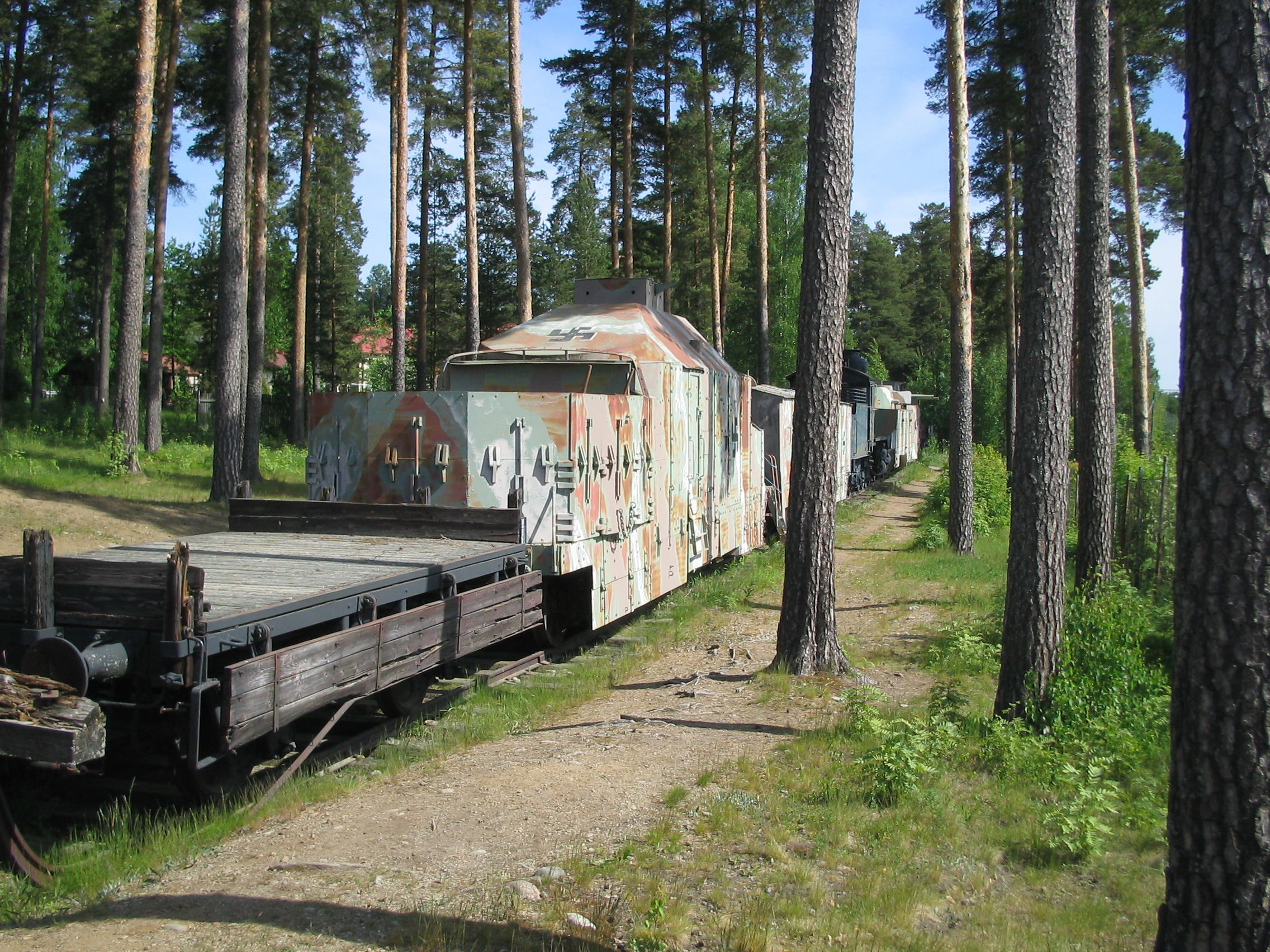
Бронепоезд (передний броневагон бывшего «Генерала Анненкова») в танковом музее Парола. 2008 год

Весной 1918 года бронепоезд направили на помощь «красным» в Финляндии. 24 апреля он попал в засаду, сделанную белофиннами в железнодорожной выемке (где пушки и пулеметы не могли поражать засевших сверху на возвышенностях) повреждением железнодорожного пути и завалом на пути позади его (смотрите фотографию Бронепоезд РККА «Имени Фёдора Раскольникова» (бывший «Генерал Анненков») сошел с пути … у Выборга 24 апреля 1918 года) и, после израсходования боекомплекта, захвачен белофиннами и использовался ими (паровоз, пушки и пулеметы заменены другими) в разных бронепоездах финских вооруженных сил. Броневагоны «Генерала Анненкова», перевооруженные и модернизированные, участвовали в советско-финской войне (1939—1940) и в сражениях в 1941—1944 годах. Один из немного изменённых вагонов «Генерала Анненкова» сохранён в финском танковом музее в Парола.